# Renato Gonçalves de Lima
Renato Gonçalves de Lima, meglio noto come Renatinho (Serra Talhada, 14 settembre 1991), è un ex calciatore brasiliano, di ruolo centrocampista.

## Carriera
Ha giocato nella massima serie e nella seconda divisione brasiliana.

## Palmarès

### Club

#### Competizioni statali
- Campionato Pernambucano: 3

Santa Cruz: 2013, 2015, 2016

#### Competizioni nazionali
- Campeonato Brasileiro Série C: 1

Santa Cruz: 2013

#### Competizioni regionali
- Copa do Nordeste: 1

Santa Cruz: 2016